# La Violence et le Sacré
 (décembre 2016).
Si vous disposez d'ouvrages ou d'articles de référence ou si vous connaissez des sites web de qualité traitant du thème abordé ici, merci de compléter l'article en donnant les références utiles à sa vérifiabilité et en les liant à la section « Notes et références ».
En pratique : Quelles sources sont attendues ? Comment ajouter mes sources ?

La Violence et le Sacré est un essai d'anthropologie de René Girard paru en 1972 chez Grasset.
La Violence et le Sacré (écrit alors que René Girard enseigne la littérature à la State University of New York) est le résultat d'une décennie de recherches. Il représente la première étape importante dans l'exploration des ramifications de sa théorie du désir mimétique en relation avec l'anthropologie, la tragédie grecque et la mythologie.
L'ouvrage est empreint de l'influence de Georges Bataille.

## Résumé

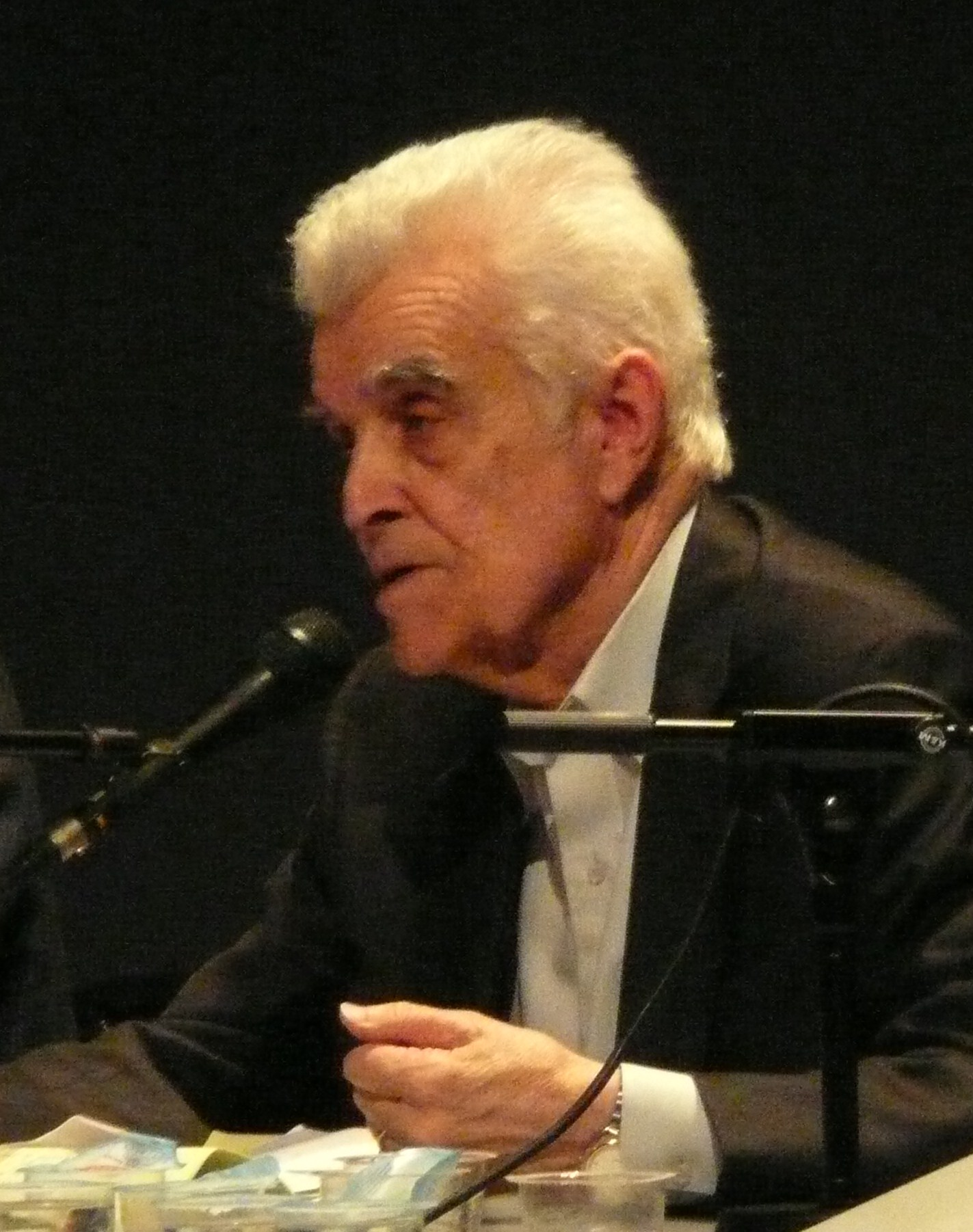
René Girard lors d’un colloque à Paris en 2007.

L'ouvrage avance une série d'hypothèses au sujet de la génération et de la stabilisation d'un ordre culturel dans les sociétés primitives et la communauté en général. Il défend l'idée que le désir mimétique conduit souvent fatalement à la naissance de rivalités et au conflit, et que l'origine de l'ordre social et de sa stabilité réside dans des actes répétés de violence collective envers une victime solitaire ou un groupe de victimes, le bouc émissaire. Girard émet l'hypothèse d'un mécanisme morphogénétique intervenant dans l'émergence d'un ordre culturel et social : le mécanisme de la victime sacrificielle.
Girard envisage la religion comme un moyen de régulation de la violence sociale, ainsi que de création de cohésion sociale. Il affirme qu'à travers le sacrifice, la violence qui menace la communauté est rituellement chassée, retournée vers l'extérieur plutôt que vers l'intérieur de la communauté et vers ses membres. Girard, qui envisage la société explicitement comme une affaire d'hommes[réf. nécessaire], met en relation le sacrifice et la religion : la fonction de la religion réside selon lui dans le maintien de la violence en dehors de la communauté, par les moyens du mécanisme du bouc émissaire ou de ses rituels de substitution. Il met ainsi en évidence le poids du patriarcat dans la religion, et les coutumes. René Girard se démarque de la pensée de son temps à propos de l'œuvre de Freud, à une époque où, comme il le dit : « la critique contemporaine est à peu près unanime sur le compte des thèses développées dans Totem et Tabou », alors jugées « inacceptables » : selon lui, le concept freudien de meurtre collectif se rapproche des thèmes de son propre travail de recherches.

## Réception
La Violence et le Sacré a déclenché une controverse internationale. L'ouvrage est accueilli avec enthousiasme par le journal Le Monde. G. H. de Radkowski lui consacre une recension élogieuse, affirmant qu'il s'agit de « la première théorie de la violence et du sacré authentiquement athée ».
Victor Brombert a qualifié le livre de « fascinant et ambitieux », et d'important. Il l'a identifié comme faisant partie d'une tendance aux études interdisciplinaires en France et considère qu'il a provoqué de nombreuses réaction. Esprit lui a consacré une grande partie d'un numéro. Il pense que le traitement par Girard de Freud, de l'anthropologie et des données linguistiques susciterait des réactions critiques. Il reconnaît à Girard le mérite d'avoir fourni des discussions intéressantes sur les récits bibliques, les mythes et rituels grecs, les tabous et les peurs suscitées par les jumeaux. Il a loué la présentation de Girard sur la « situation difficile d'une société moderne qui recherche un nombre toujours plus grand de victimes sacrificielles dans une tentative désespérée de restaurer l'efficacité d'un sens perdu du rituel ». Toutefois, il estime que la discussion de Girard sur la religion se concentre trop sur la violence et n'explique pas ses « principes les plus importants ». Il a également trouvé la méthodologie de l'ouvrage discutable.
La traduction anglaise paraît en 1977. L'humaniste Norman O. Brown a montré que la renommée de l'ouvrage de Girard dépasse l'influence de Bataille, en raison notamment de l'intention qu'il y voit : réprimer le désir des sociétés de faire retour à des pratiques religieuses orthodoxes. Brown affirme également que le livre a été apprécié par le pape Jean-Paul II.
La philosophe féministe Luce Irigaray considère que la perception du sacrifice par René Girard, ainsi que les fonctions qu'il lui attribue, correspondent au modèle de la sexualité masculine décrit par Sigmund Freud : le modèle de la tension, de la décharge et de l'homéostase.
Irigaray suggère un sacrifice plus fondamental encore, qui n'est pas mentionné par l'anthropologue : les mères, « totem antérieur à tout totem ». Selon elle, les relations entre hommes et femmes sont paralysées en raison de la méconnaissance par la société de ce don initial, ce qui lui permet d'avancer d'autres voies d'apaisement de la violence sociale, fondées sur les rites, la parole et la symbolisation, et distinctes en cela du mécanisme décrit par Girard, caractéristique de la violence masculine.
En 2004, le « Grand Prix de Littérature Henri Gal », un prix de l'Académie française célébrant les « œuvre[s] littéraire[s] de haute qualité », est décerné à René Girard pour l'ensemble de son œuvre. La Violence et le Sacré représente, pour les Immortels, un ouvrage majeur et central dans sa carrière : « La violence et le sacré (Grasset, 1972), que l’on peut considérer comme l’un des grands essais du XXe siècle, inspire, à partir de cette date, beaucoup d’historiens des religions. Nous devons à René Girard la célèbre distinction entre le saint — tu ne tueras point — et le sacré, fondé sur un meurtre rituel ».